# Johann Kampferbeke

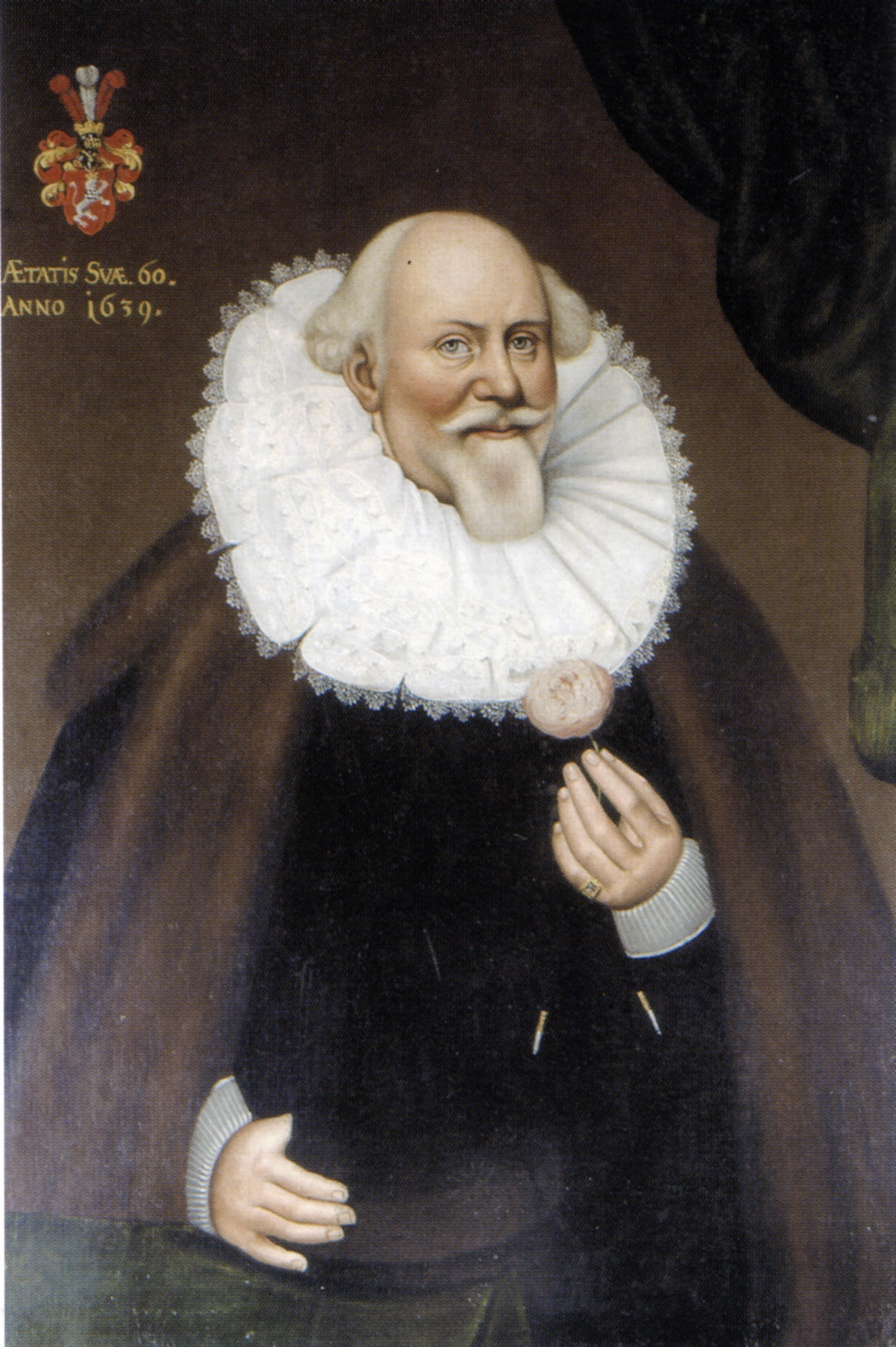
Johann Kampferbeke, porträtiert von Michael Conrad Hirt, in der Bürgermeistergalerie im Lübecker Rathaus

Johann Kampferbeke (* 1579 oder 1580; † 27. Juli 1639 in Lübeck) war ein Bürgermeister der Hansestadt Lübeck.

## Leben
Kampferbeke entstammte einer Lübecker Ratsfamilie, sein Vater Johann Kampferbeke war Ratmann von 1562 bis zu dessen Tod 1595. Am 20. Dezember 1625 wurde er in den Rat der Stadt und am 22. Dezember 1634 zum Bürgermeister gewählt und war als solcher 1636–39 Kämmereiherr sowie Vorsteher der St. Petrikirche.
Gemeinsam mit dem Syndikus Dr. Otto Tanck vertrat er die Stadt 1631 als Gesandter auf dem Konvent der Reichsstände in Leipzig, auf dem über die Maßnahmen gegen König Gustav II. Adolf von Schweden beraten wurde.
Verheiratet war er mit Christiane Höling, die 1660 starb; sie war die Tochter des Ratmanns Diedrich Höling.
Sein Porträt geschaffen von Michael Conrad Hirt hängt in der Bürgermeistergalerie des Lübecker Rathauses.